# 筑前内野駅
筑前内野駅（ちくぜんうちのえき）は、福岡県飯塚市内野小深田にある、九州旅客鉄道（JR九州）筑豊本線（原田線）の駅である。駅番号はJG03。

## 歴史
大正15年3月の長尾(現桂川) - 筑前内野間工事開始時点では上穂波駅の設置予定はなかったが、同時期に嘉穂鉱業株式会社が設立され出炭のための引き込み線分岐駅として昭和2年に上穂波駅の設置が決定した。それに伴い、利用客数を見込めない立地である筑前内野駅は廃止されるのではないかという憶測が広がるなどしたという経緯がある。

### 年表
- 1928年（昭和3年）7月15日：鉄道省が長尾（現・桂川） - 筑前内野間開業時に開設[1][2]。
- 1961年（昭和36年）10月1日：貨物取扱廃止[5]。
- 1972年（昭和47年）2月10日：荷物扱い廃止[5][6]。無人駅化[7]。
- 1987年（昭和62年）4月1日：国鉄分割民営化により九州旅客鉄道が継承[8]。

## 駅構造
単式ホーム1面1線を有する地上駅。2000年（平成12年）まで相対式ホーム2面2線で列車交換が可能で、1964年前後には当駅終着始発列車が運行されていたこともあったが、現在は原田駅側に向かって左側のホームと線路のみ使われており、跨線橋ならびに反対ホーム側の線路は撤去されている。撤去された側のホームと線路跡はそのまま残っている。木造駅舎は撤去され、ログハウス風の小さな待合室がある。また、原田駅寄りの駅手前で東に分岐して駅前広場手前で終端となる側線があり、作業車両留置に使われることがある。
無人駅。JR九州のICカード「SUGOCA」の導入予定は無い。

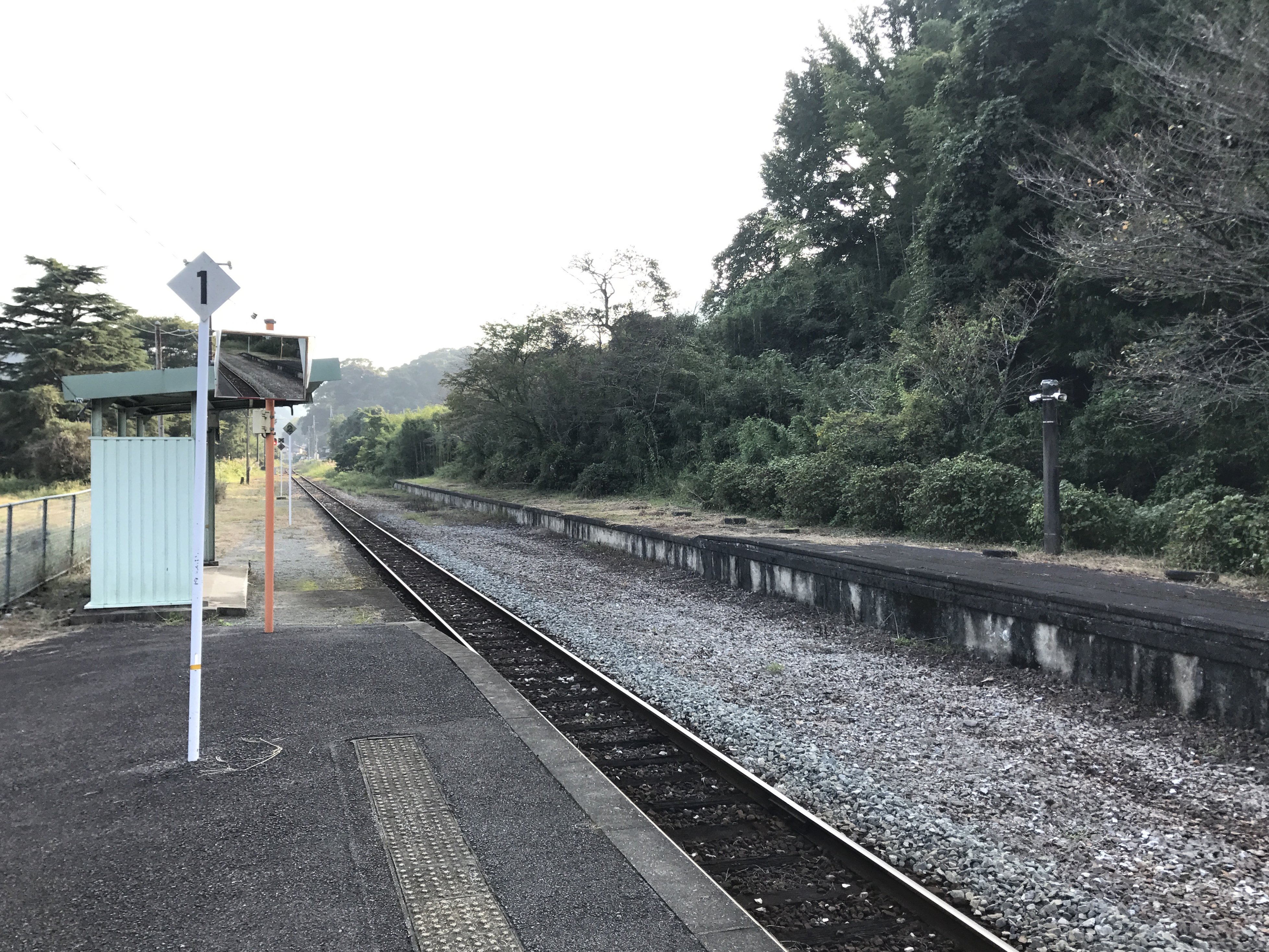
駅構内（2017年10月）
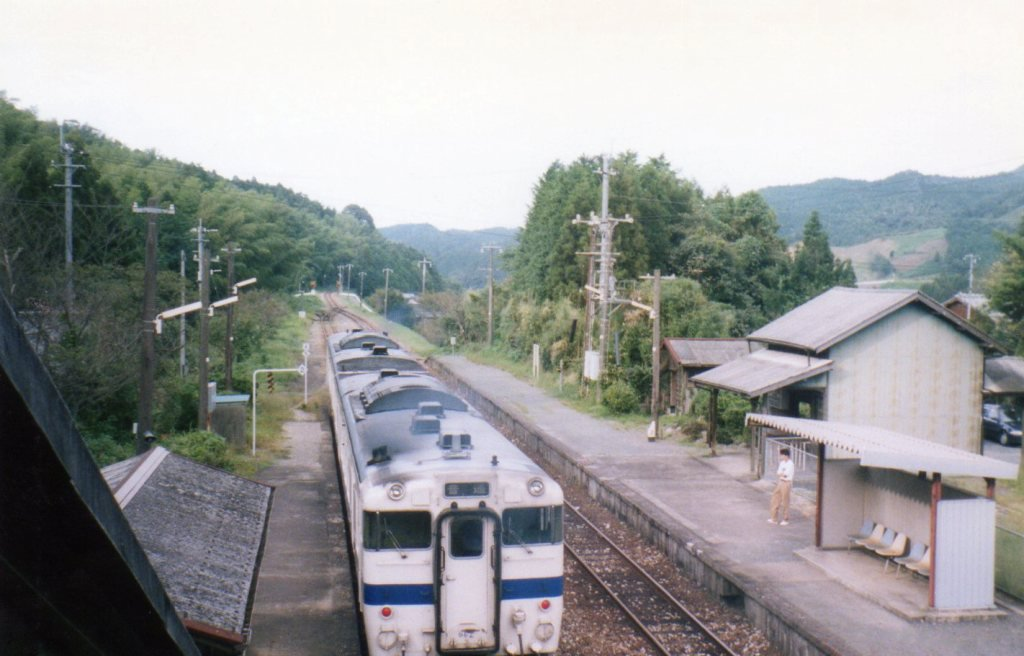
1996年の構内。両側のホームが使われていた。

## 利用状況
2016年度の1日平均乗車人員は11人である。
| 乗車人員推移 | 乗車人員推移 |
| 年度         | 1日平均人数  |
| ------------ | ------------ |
| 2007年       | 8            |
| 2008年       | 8            |
| 2009年       | 11           |
| 2010年       | 13           |
| 2011年       | 14           |
| 2012年       | 14           |
| 2013年       | 16           |
| 2014年       | 14           |
| 2015年       | 14           |
| 2016年       | 11           |

## 駅周辺
飯塚市南部に属し、冷水峠に近く標高の高い位置に立地する。駅の200m程東側を国道200号が筑豊本線に並行する形で通っている。駅の南側の地区は江戸時代に長崎街道の宿場町として栄えた地域で民家が点在しているが、駅周辺部には特に商業施設は無い。
また、かつて駅近くのバス停留所より、飯塚バスセンター（現・飯塚バスターミナル）・西鉄久留米駅（信愛女学院）方面の西鉄特急バスや、桑曲・大分坑地区への路線バス（嘉穂交通）が運行されていたが、現在はいずれも廃止になっている。
飯塚市予約乗合タクシー（筑穂地区）は当駅への乗入が可能で、筑穂地区内が300円、延いては列車に乗ること無く嘉麻市嘉穂地区が600円で移動出来る。
- 飯塚市立内野小学校
- 内野郵便局
- JR内野カントリークラブ

## 隣の駅
九州旅客鉄道（JR九州）
 原田線（筑豊本線）
上穂波駅（JG02） - 筑前内野駅（JG03） - 筑前山家駅（JG04）